# Thelotrema porinaceum
Thelotrema porinaceum är en lavart som beskrevs av Müll. Arg. Thelotrema porinaceum ingår i släktet Thelotrema och familjen Graphidaceae.   Inga underarter finns listade i Catalogue of Life.